# Paullinia pinnata
Paullinia pinnata là một loài thực vật có hoa trong họ Bồ hòn. Loài này được L. mô tả khoa học đầu tiên năm 1753.

## Hình ảnh

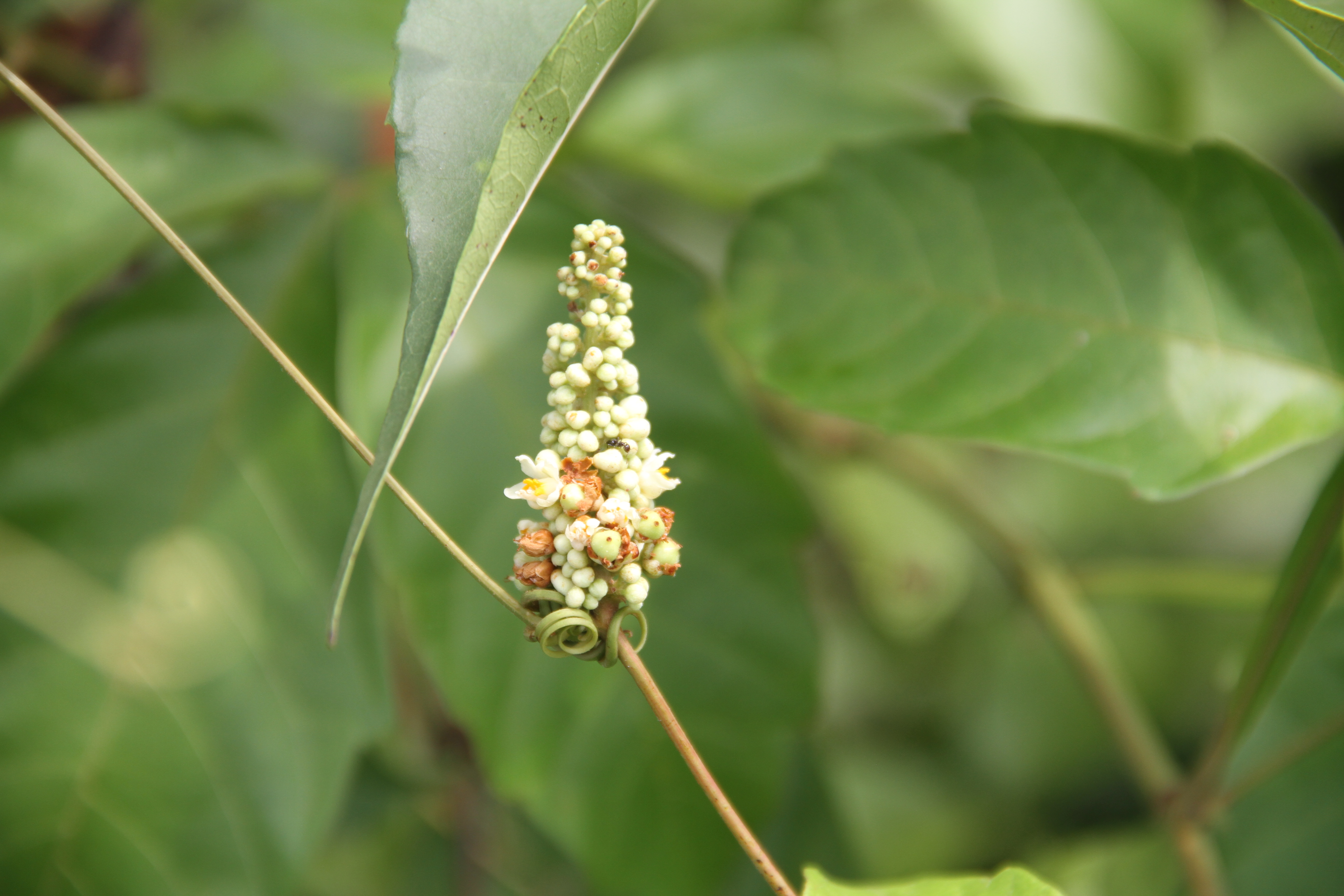
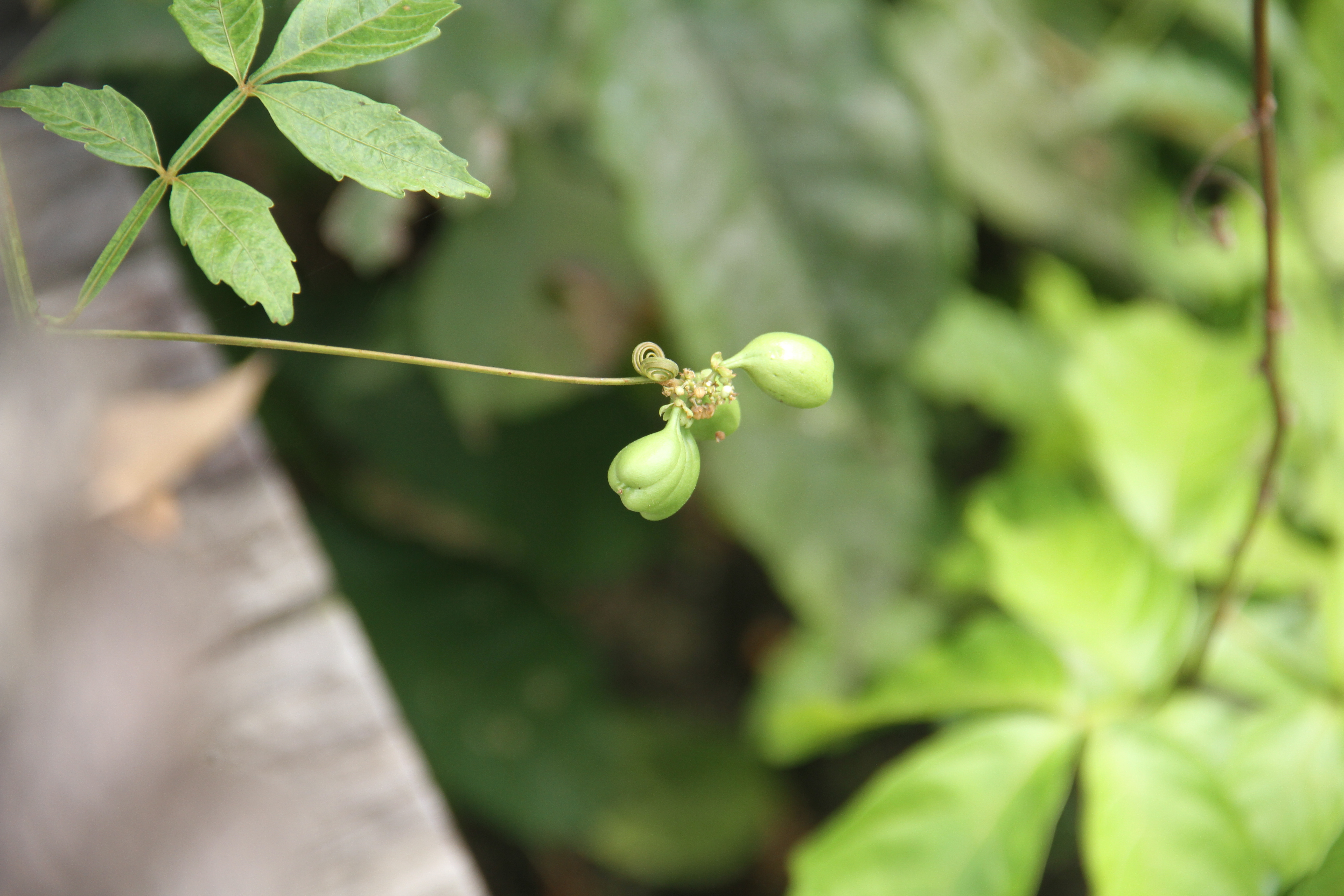
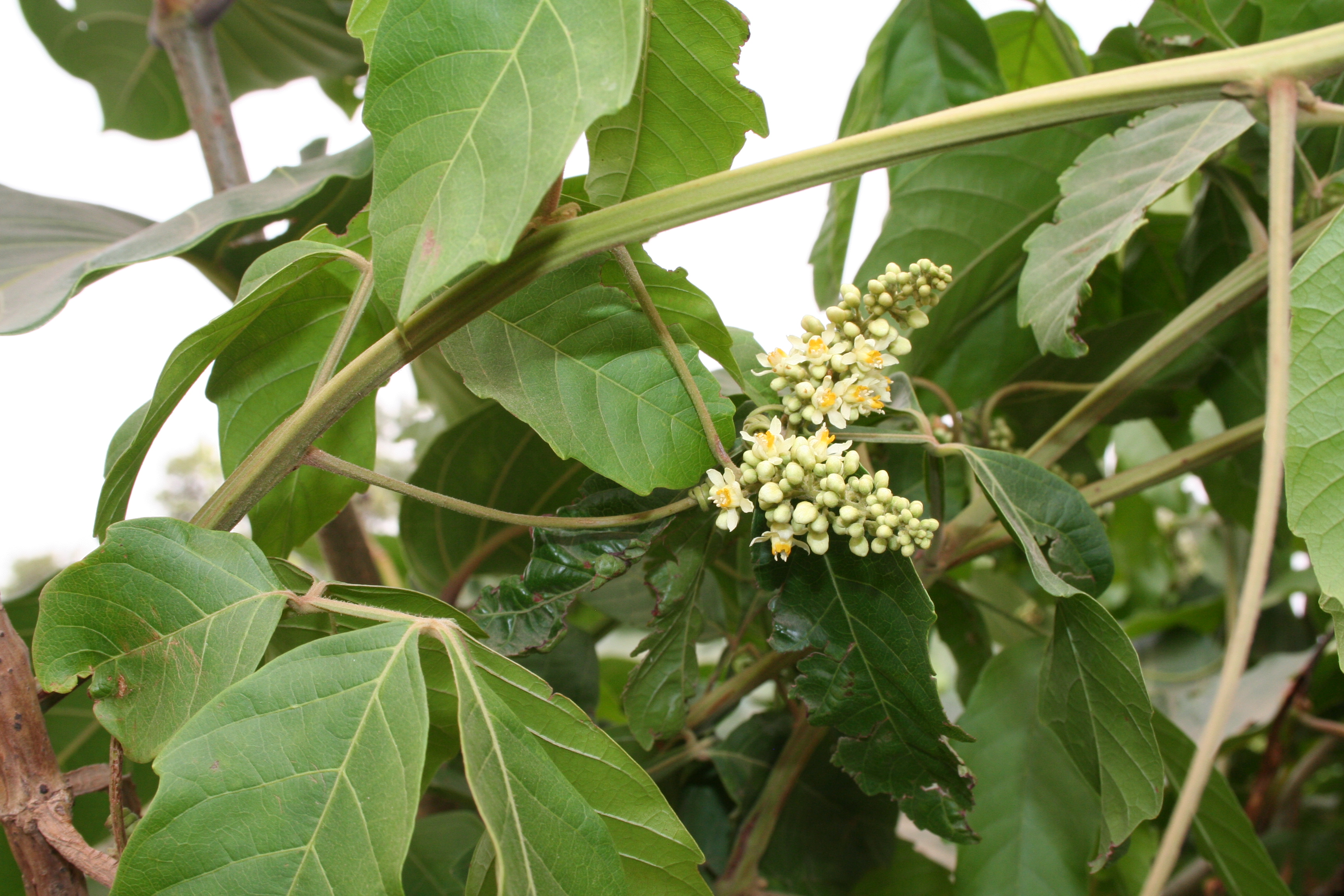